# Hazel (Kentucky)
Hazel és una població dels Estats Units a l'estat de Kentucky. Segons el cens del 2000 tenia 440 habitants.

## Demografia
Segons el cens del 2000, Hazel tenia 440 habitants, 197 habitatges, i 121 famílies. La densitat de població era de 447,1 habitants/km².
Dels 197 habitatges en un 29,4% hi vivien nens de menys de 18 anys, en un 47,7% hi vivien parelles casades, en un 11,2% dones solteres, i en un 38,1% no eren unitats familiars. En el 33% dels habitatges hi vivien persones soles el 15,2% de les quals corresponia a persones de 65 anys o més que vivien soles. El nombre mitjà de persones vivint en cada habitatge era de 2,23 i el nombre mitjà de persones que vivien en cada família era de 2,86.
Per edats la població es repartia de la següent manera: un 23,2% tenia menys de 18 anys, un 8% entre 18 i 24, un 28% entre 25 i 44, un 20,9% de 45 a 60 i un 20% 65 anys o més.
L'edat mediana era de 39 anys. Per cada 100 dones de 18 o més anys hi havia 83,7 homes.
La renda mediana per habitatge era de 28.289$ i la renda mediana per família de 33.500$. Els homes tenien una renda mediana de 26.771$ mentre que les dones 17.292$. La renda per capita de la població era de 13.689$. Entorn del 9,8% de les famílies i l'11,7% de la població estaven per davall del llindar de pobresa.

## Poblacions més properes
El següent diagrama mostra les poblacions més properes.